# Лениниана

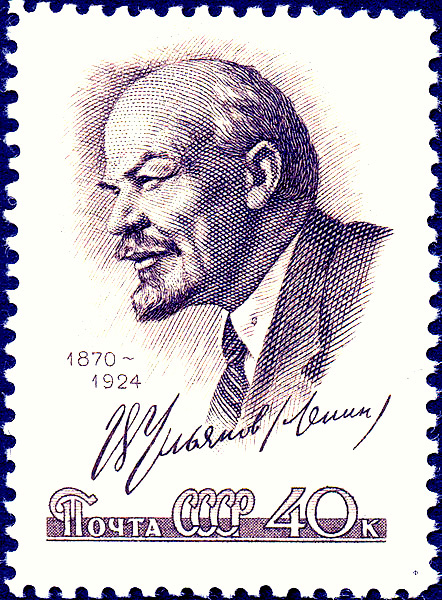
Почтовая марка СССР, 1959 год.
Художник П. В. Васильев

Лениниа́на — в СССР название совокупности произведений искусства и литературы, посвящённых Владимиру Ильичу Ленину.
Анатолий Луначарский указывал, что Лениниана запечатлела образ исторической фигуры мирового масштаба, в которой «сказалось персонально всё очарование этой изумительной эпохи».

## Памятники Ленину
Памятники Ленину стали неотъемлемой частью советской традиции монументального искусства. На территории СССР их было установлено более 14 000. Бюсты Ленина появлялись ещё при его жизни. Один из первых бюстов был открыт 7 Ноября 1918 года в городе Коротояке Воронежской губернии. К концу 1919 года насчитывалось более 20 бюстов вождю на территории России. В начале 20-х годов, по мере становления советской власти в других республиках, бюсты стали сооружаться и за пределами России. Официально первый памятник Ленину в полный рост появился уже буквально на следующий день после его смерти, 22 января 1924 года, в городе Богородск, хотя он начал сооружаться ещё при жизни Ленина. Общее количество памятников, воздвигнутых к началу распада СССР, с трудом поддается какому-либо подсчёту. По приблизительным данным, на данный момент в мире существует около 5 500 — 6 тыс. памятников Ленину, установленных в 4 тысячах населённых пунктов. Из числа этих памятников более 3 тыс. находятся в России, и более 1 тыс. на Украине.
Наибольшим размахом строительство памятников Ленину традиционно отличалось в городе, носившем его имя — в Ленинграде, где их количество составляет, по крайней мере, 90, в Москве, в его родном городе — Ульяновске, а также в Казани, где он начинал учиться в местном университете. Немало памятников устанавливалось и в других странах, в частности, в странах Восточного блока. Несколько памятников было установлено в Великобритании, Франции, Италии и США.
Во многих городах есть также стелы с изображением Ленина. Почти каждое здание, в котором бывал или останавливался Ленин, было отмечено памятными досками, в частности, в Москве и Ленинграде. Изображения Ленина присутствуют в ряде станций метро Москвы и Санкт-Петербурга.

## Лениниана в литературе
В РСФСР и Советском Союзе в период с 1917 по 1991 год было издано большое количество стихотворений, поэм, рассказов, повестей, романов и мемуаров о Владимире Ильиче Ленине.
В творчестве Маяковского
Широко известны стихи о Ленине советского поэта В. В. Маяковского — поэма «Владимир Ильич Ленин», «Разговор с товарищем Лениным», «Комсомольская» и многие другие, строки из которых разошлись на цитаты и стали крылатыми выражениями:
- «Ленин и теперь живее всех живых»[6]
- «Самый человечный человек»[6]
- «Мы пойдём другим путём!»[6]
- «Мы говорим — Ленин, подразумеваем — партия, мы говорим — партия, подразумеваем — Ленин»[6]
- «Я русский бы выучил только за то, что им разговаривал Ленин»[7]
- «Ленин — жил, Ленин — жив, Ленин — будет жить»[8]

В фольклоре
- «Теперь в тайге светло» — эвенкийская сказка.

## Ленин в изобразительном и фотоискусстве

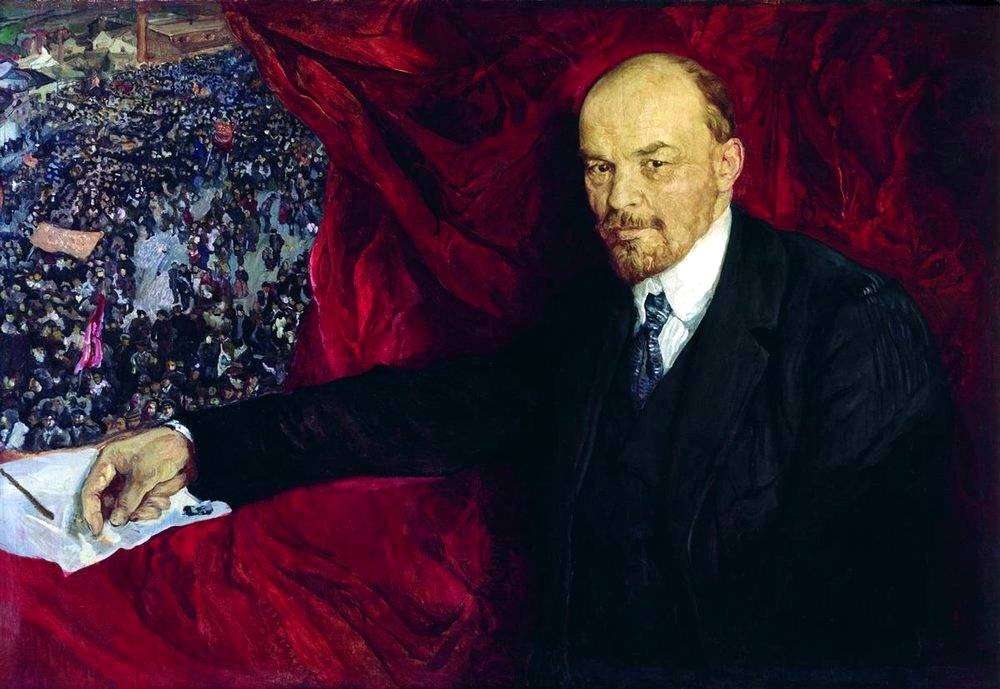
Ленин и манифестация. 1919 год.
Художник И. И. Бродский

Сергей Меркуров. Смерть вождя, 1925—1949

Над созданием образа Владимира Ильича Ленина работали многие мастера изобразительного искусства СССР. Лично знаком с ним был скульптор Сергей Меркуров, снявший посмертную маску Ленина и создавший многочисленные монументальные изображения первого председателя Совнаркома. Споры вызвала его скульптурная композиция «Смерть вождя», особым решением Политбюро ЦК её гипсовая модель была удалена с Всероссийской выставки 1928 года.
Одним из первых художников этого жанра был Исаак Израилевич Бродский (1883—1939) — советский российский живописец и график, педагог и организатор художественного образования, Заслуженный деятель искусств РСФСР (1932), один из главных представителей реалистического направления в советской живописи 1930-х годов, автор обширной изобразительной ленинианы. Ярким явлением в лениниане стали работы Владимира Серова. Среди них «Ходоки у В. И. Ленина» (1950, Музей В. И. Ленина в Москве).
Фотосъёмкой выступлений Ленина занимались многие фотографы: Пётр Оцуп, Виктор Булла, Яков Штейнберг, Павел Жуков, Алексей Савельев, Пётр Новицкий, Лев Леонидов и Григорий Гольдштейн, Моисей Наппельбаум, К. Булла, В. В. Лобода, И. Шарыгин, Ю. Мебиус, Б. Д. Вигилев, Д. Лещенко, М. И. Ульянова. Основными фотографами были Петр Оцуп, Моисей Наппельбаум и Лев Леонидов.
Альбомы с фотографиями В. И. Ленина начали издаваться с 1924 года, когда вышел изданный в формате почтовой открытки буклет «Ильич» (М., Госкино, 1924) с 22 фотоснимками и двумя рисунками. В 1927 году было издано фундаментальное собрание «Ленин. Альбом. Сто фотографических снимков» (М., Госиздат, 1927), ставшее впоследствии библиографической редкостью ввиду того, что в течение 30 лет после него подобные альбомы не издавались. Более поздние издания, подготовленные Институтом марксизма-ленинизма альбомы фотопортретов Ленина выходили в 1957 (62 фото), 1960 (104 снимка) и 1961 (131 сюжет) годах, последний был переиздан в 1965 году. В 1970 году к 100-летию Ленина под редакцией А. В. Караганова был издан двухтомник «Ленин. Собрание фотографий и кинокадров», в I том которого вошли 343 фотоснимка.

### Образ Ленина в плакатах
Образ Ленина нашёл широкое отражение в советских политических и рекламных плакатах, наиболее известные листы:
- «В. И. Ленин» Д. С. Моора (1919)
- «Тов. Ленин очищает Землю от нечисти» В. Н. Дени и М. М. Черемных (1920)
- «Призрак бродит по Европе, призрак коммунизма» В. С. Щербакова (начало 1920-х гг.),
- «В. Ульянов (Ленин). 1870—1924» А. И. Страхова-Браславского (1924)
- «Советы и электрофикация есть основа нового мира» А. Н. Самохвалова (1924)
- «Велика скорбь — велико наследие» и «Ленин — вождь международного пролетариата» М. В. Ушакова-Поскочина (1924)
- «Везде, всегда, безраздельно с нами Ленин» неизвестного художника (1925)
- «Лучшие работницы и крестьянки — в Ленинскую Партию!» неизвестного художника (1925)
- «Октябрь» Я. Т. Руклевского (1927; киноплакат)
- «Ленин в Октябре. Большой звуковой художественный историко-революционный фильм» В. С. Иванова (1937; киноплакат)
- «Ленин в 1918 году. Художественный историко-революционный фильм» А. П. Бельского (1938; киноплакат)
- «Ленин жил, Ленин жив, Ленин будет жить!» В. С. Иванова (1967)
- «Партия — ум честь и совесть нашей эпохи!» Н. С. Бабина (1975)
- «Самый человечный человек» В. Г. Кононова (1984)
- «Самый человечный человек» Ю. Б. Боксера (1989)

|                                   |                            |                            |                            |                            |                |                            |                            |                            |
| В. С. Щербаков, начало 1920-х гг. | Неизвестный художник, 1924 | Неизвестный художник, 1924 | Неизвестный художник, 1924 | Неизвестный художник, 1925 | Конторов, 1925 | Неизвестный художник, 1925 | Неизвестный художник, 1925 | Неизвестный художник, 1925 |

## Театральные постановки
- Спектакль «Гибель самодержавия» по пьесе белорусского драматурга и актёра Юрия Тарича. Одно из первых в истории советского театра воплощений образа Владимира Ильича Ленина. Тарич, в будущем ставший кинорежиссёром и получивший известность как пионер белорусского кино, стал не только автором пьесы, написанной практически в течение месяца после смерти Ленина, но и постановщиком спектакля в Курсантском театре в Кремле и исполнителем главной роли.[15][16][17]
- Спектакль «Кремлёвские куранты» Н. Ф. Погодина. Харьковский государственный русский драматический театр имени А. С. Пушкина (1940, 1946), режиссёр: А. Крамов[18]. Ленин — Алексей Грибов (МХАТ, 1942), Борис Смирнов (МХАТ, 1956))
- Спектакль «Москва. Кремль» по пьесе А. Н. Афиногенова, Штока. Режиссёры: А. Д. Попов, А. Б. Шатрин. Ленин — Александр Хохлов (Центральный театр Красной Армии 1956). Спектакль был показан в день открытия XX съезда партии.
- Спектакль «Третья патетическая» Н. Ф. Погодина. Ленин — Борис Смирнов (МХАТ, 1958)
- Спектакль «Шестое июля» М. Ф. Шатрова. Ленин — Борис Смирнов (МХАТ, 1965)
- Спектакль «Именем революции» по пьесе М. Ф. Шатрова. Режиссёр: Пётр Шелохонов. Ленин — Пётр Шелохонов (Таганрогский драматический театр им. Чехова 1967)
- Спектакль «Защитник Ульянов» по пьесе М. Ф. Еремина, Л. А. Виноградова; режиссёр: Георгий Товстоногов. Ленин — Кирилл Лавров, (БДТ (1970)
- Спектакль «Человек с ружьём» Н. Ф. Погодина. Харьковский государственный русский драматический театр имени А. С. Пушкина (1938), режиссёры: А. Крамов, В. Арестов[18]. Ленин — Михаил Ульянов (Театр им. Вахтангова, 1977)
- Спектакль «Перечитывая заново» Ж. Шехаде. Ленин — Кирилл Лавров (БДТ 1980)
- Спектакль «Так победим!» по пьесе М. Ф. Шатрова; режиссёр: О. Ефремов. Ленин — Александр Калягин (МХАТ 1981)
- Спектакль «Брестский мир» М. Ф. Шатрова. Ленин — Михаил Ульянов (Театр им. Вахтангова, 1987)

## Кинолениниана

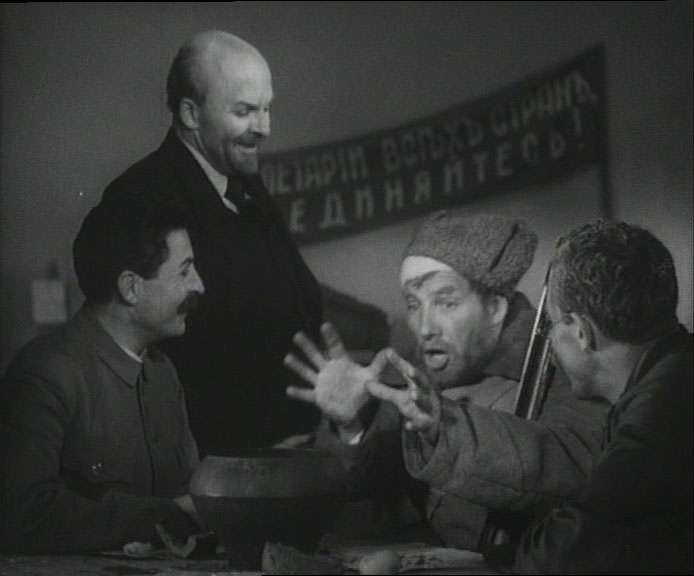
Кинофильм «Человек с ружьём».
1938 год.
Б. Тенин (Шадрин), М. Штраух (Ленин), М. Геловани (Сталин)

### Документальные съёмки
Впервые после Октябрьской революции Ленин был снят 1 мая 1918 года в Москве на Ходынском поле. Эти кадры вошли в фильм «Пролетарский праздник в Москве» и в первый номер журнала «Кинонеделя». Вообще, с 1918 по 1922 год советские режиссёры снимали Ленина более двадцати раз, но ни одного специального документального фильма, посвящённого Ленину, снято так и не было.
- «Три песни о Ленине» (1934, режиссёр — Дзига Вертов)
- «Владимир Ильич Ленин» (1948, режиссёры: Василий Беляев, Михаил Ромм). Сталинская премия за 1949 год.
- «Товарищи потомки» (1968, режиссёр — Юрий Белянкин)
- «Живой Ленин» (1969, режиссёры: Михаил Ромм, Мария Славинская) — редакция документального фильма 1958 года, созданного по киноматериалам Центрального политического архива Института марксизма-ленинизма при ЦК КПСС.
- «Москва… Ленин» (1986, студия ЦНФ, режиссёр Наталья Полонская[21].
- «Тайна В. И. Ленина» (англ. The secret Lenin) — документальный фильм, снятый Discovery в 2007 г.
- «Ленин. Красный император»[22] — документальный фильм Владимира Чернышёва, вышедший на НТВ в январе 2014 года.

### Вигровом кино
В СССР было снято множество фильмов о Ленине. В советское время возможность сыграть Ленина в кино считалась для актёра знаком высокого доверия, оказанного со стороны руководства КПСС. После перестройки во многих фильмах образ Ленина существенно изменился. Образ создателя СССР также активно эксплуатировался и в зарубежном кино. Рекордсменом в исполнении роли был Юрий Каюров — он изобразил Ленина 18 раз (дебют — в фильме «В начале века»).
| Год       | Страна                      | Название                                                                | Режиссёр                                         | Исполнитель роли Ленина  | Комментарий                                                                                 |
| --------- | --------------------------- | ----------------------------------------------------------------------- | ------------------------------------------------ | ------------------------ | ------------------------------------------------------------------------------------------- |
| 1924      | Польша                      | Любовь сквозь огонь и кровь / Miłość przez ogień i krew                 | Ян Кухарский                                     | Тадеуш Ватовский         | не сохранился                                                                               |
| 1926      | Австрия                     | Поджигатели Европы / Die Brandstifter Europas                           | Макс Нойфельд                                    | Эжен Дюмон               | не сохранился                                                                               |
| 1927      | СССР                        | Октябрь                                                                 | Сергей Эйзенштейн                                | Василий Никандров        |                                                                                             |
| 1927      | СССР                        | Москва в Октябре                                                        | Борис Барнет                                     | Василий Никандров        | сохранился не полностью                                                                     |
| 1934      | США                         | Британский агент / British Agent                                        | Майкл Кёртис                                     | Тенен Хольц              | по мотивам книги «Мемуары британского агента» Брюса Локхарта                                |
| 1937      | СССР                        | Ленин в Октябре                                                         | Михаил Ромм                                      | Борис Щукин              |                                                                                             |
| 1938      | СССР                        | Великое зарево                                                          | Михаил Чиаурели                                  | Константин Мюфке         |                                                                                             |
| 1938      | СССР                        | Выборгская сторона                                                      | Григорий Козинцев Леонид Трауберг                | Максим Штраух            |                                                                                             |
| 1938      | СССР                        | Человек с ружьём                                                        | Сергей Юткевич                                   | Максим Штраух            | по одноимённой пьесе Николая Погодина                                                       |
| 1939      | СССР                        | Ленин в 1918 году                                                       | Михаил Ромм                                      | Борис Щукин              |                                                                                             |
| 1940      | СССР                        | Яков Свердлов                                                           | Сергей Юткевич                                   | Максим Штраух            |                                                                                             |
| 1942      | СССР · МНР                  | Его зовут Сухэ-Батор                                                    | Александр Зархи Иосиф Хейфиц                     | Максим Штраух            |                                                                                             |
| 1947      | СССР                        | Свет над Россией                                                        | Сергей Юткевич                                   | Николай Колесников       | пo мотивам пьесы Николая Погодина «Кремлёвскиe куранты».                                    |
| 1951      | СССР                        | Незабываемый 1919 год                                                   | Михаил Чиаурели                                  | Павел Молчанов           | по пьесе Всеволода Вишневского «Незабываемый 1919-й».                                       |
| 1953      | СССР                        | Вихри враждебные                                                        | Михаил Калатозов                                 | Михаил Кондратьев        |                                                                                             |
| 1953      | ПНР                         | Солдат Победы / Żołnierz Zwycięstwa                                     | Ванда Якубовская                                 | Яцек Вощерович           |                                                                                             |
| 1954      | ГДР                         | Эрнст Тельман — сын своего класса / Ernst Thälmann — Sohn seiner Klasse | Курт Метциг                                      | Петер Шорн               |                                                                                             |
| 1956      | СССР                        | Они были первыми                                                        | Юрий Егоров                                      | Михаил Кондратьев        | по пьесе Юзефа Принцева «На улице Счастливой».                                              |
| 1956      | СССР                        | Пролог                                                                  | Ефим Дзиган                                      | Николай Плотников        | по одноимённой пьесе Александра Штейна                                                      |
| 1957      | СССР                        | Балтийская слава                                                        | Ян Фрид                                          | Борис Смирнов            |                                                                                             |
| 1957      | СССР                        | Правда                                                                  | Виктор Добровольский, Исаак Шмарук               | Глеб Юченков             | По одноимённой пьесе Александра Корнейчука                                                  |
| 1957      | СССР                        | Рассказы о Ленине                                                       | Сергей Юткевич                                   | Максим Штраух            |                                                                                             |
| 1957      | СССР                        | Семья Ульяновых                                                         | Валентин Невзоров                                | Владимир Коровин         | По пьесе Ивана Попова «Семья».                                                              |
| 1957      | СССР                        | Коммунист                                                               | Юлий Райзман                                     | Борис Смирнов            |                                                                                             |
| 1957      | СССР                        | Лично известен                                                          | Степан Кеворков Григорий Баласанян Эрзам Карамян | Борис Смирнов            |                                                                                             |
| 1958      | СССР                        | По путёвке Ленина                                                       | Латиф Файзиев                                    | Михаил Кондратьев        |                                                                                             |
| 1958      | СССР                        | В дни Октября                                                           | Сергей Васильев                                  | Владимир Честноков       | по книге Джона Рида «Десять дней, которые потрясли мир».                                    |
| 1958      | СССР                        | День первый                                                             | Фридрих Эрмлер                                   | Глеб Юченков             |                                                                                             |
| 1958      | СССР                        | Андрейка                                                                | Николай Лебедев                                  | Абрам Шейн               |                                                                                             |
| 1959      | СССР · Китай                | В едином строю                                                          | Ефим Дзиган Сью Вэй Ган                          | Михаил Кондратьев        |                                                                                             |
| 1959      | СССР                        | Хмурое утро                                                             | Григорий Рошаль Мери Анджапаридзе                | Павел Винников           | по одноимённому роману Алексея Толстого                                                     |
| 1960      | Китай                       | Во имя революции / 以革命的名義                                         | Enjie Li Daqian Shi                              | Чжэн Чжоу                |                                                                                             |
| 1960      | СССР                        | Третья патетическая (ТВ)                                                | Иван Ермаков Владимир Карпов                     | Борис Смирнов            | Телеспектакль по одноимённой пьесеНиколая Погодина.                                         |
| 1961      | СССР                        | В начале века                                                           | Анатолий Рыбаков                                 | Юрий Каюров              |                                                                                             |
| 1961      | СССР                        | Время революции (ТВ)                                                    | Никита Орлов                                     | Дмитрий Масанов          |                                                                                             |
| 1962      | СССР                        | Рабочий день В. И. Ленина (ТВ)                                          | Виктор Гейман                                    | Дмитрий Масанов          |                                                                                             |
| 1963      | СССР                        | Синяя тетрадь                                                           | Лев Кулиджанов                                   | Михаил Кузнецов          | по одноимённой повести Эммануила Казакевича                                                 |
| 1963      | СССР                        | Аппассионата                                                            | Юрий Вышинский                                   | Борис Смирнов            | по мотивам очерка Максима Горького «В. И. Ленин».                                           |
| 1963      | СССР                        | Именем революции                                                        | Генрих Габай                                     | Борис Смирнов            | по одноимённой пьесе Михаила Шатрова                                                        |
| 1963      | СССР                        | Пятеро из Ферганы                                                       | Юлдаш Агзамов                                    | Дмитрий Масанов          |                                                                                             |
| 1963      | СССР                        | Октябрь (ТВ)                                                            | Николай Бравко                                   | Иван Петров              | фильм-опера на музыку Вано Мурадели                                                         |
| 1964      | СССР                        | Старик в потёртой шинели (ТВ)                                           | Владилен Недолужко                               | Александр Демич          | По одноимённому рассказу Константина Паустовского                                           |
| 1964      | СССР                        | Минута истории (ТВ)                                                     | Алирна Казьмина Виктор Турбин                    | Борис Смирнов            | По одноимённому произведению Николая Жданова                                                |
| 1965      | СССР                        | На одной планете                                                        | Илья Ольшвангер                                  | Иннокентий Смоктуновский |                                                                                             |
| 1965      | СССР                        | Первый посетитель                                                       | Леонид Квинихидзе                                | Иннокентий Смоктуновский |                                                                                             |
| 1965      | СССР · ПНР                  | Ленин в Польше                                                          | Сергей Юткевич                                   | Максим Штраух            |                                                                                             |
| 1965      | СССР                        | Ленин в Швейцарии                                                       | Григорий Александров, Дмитрий Васильев           | Михаил Ульянов           |                                                                                             |
| 1965      | СССР                        | Первая Бастилия                                                         | Михаил Ершов                                     | Валерий Головненков      |                                                                                             |
| 1965      | СССР                        | Залп «Авроры»                                                           | Юрий Вышинский                                   | Михаил Кузнецов          |                                                                                             |
| 1965      | СССР                        | Сквозь ледяную мглу                                                     | Аркадий Кольцатый\| Лев Рудник                   | Юрий Каюров              | По мотивам рассказов Зои Воскресенской                                                      |
| 1965      | СССР                        | Сердце матери                                                           | Марк Донской                                     | Родион Нахапетов         |                                                                                             |
| 1965      | ГДР                         | Человек с ружьём                                                        | Хорст Шёнеман                                    | Херварт Гроссе           | По одноимённой пьесе Николая Погодина.                                                      |
| 1966      | СССР                        | Верность матери                                                         | Марк Донской                                     | Родион Нахапетов         |                                                                                             |
| 1967      | СССР                        | Штрихи к портрету В. И. Ленина                                          | Леонид Пчёлкин                                   | Михаил Ульянов           |                                                                                             |
| 1967      | СССР                        | Кремлёвские куранты (ТВ)                                                | Мария Кнебель Иосиф Раевский                     | Борис Смирнов            | телеспектакль МХАТа им. М. Горького по одноимённой пьесе Николая Погодина                   |
| 1967      | СССР                        | Первороссияне                                                           | Александр Иванов Евгений Шифферс                 | Владимир Честноков       |                                                                                             |
| 1967      | ФРГ                         | Гражданская война в России / Bürgerkrieg in Rußland (телесериал)        | Вольфганг Шляйф                                  | Николай Рытьков          |                                                                                             |
| 1968      | СССР                        | Шестое июля                                                             | Юлий Карасик                                     | Юрий Каюров              |                                                                                             |
| 1968      | МНР                         | Суровое утро                                                            | Дежидын Жигжид                                   | Юрий Каюров              |                                                                                             |
| 1969      | СССР                        | Почтовый роман                                                          | Евгений Матвеев                                  | Юрий Каюров              |                                                                                             |
| 1969      | ГДР · СССР                  | На пути к Ленину                                                        | Гюнтер Райш                                      | Михаил Ульянов           | по мотивам книги воспоминаний Альфреда Куреллы                                              |
| 1970      | СССР                        | Кремлёвские куранты                                                     | Виктор Георгиев                                  | Юрий Каюров              | по одноимённой пьесе Николая Погодина                                                       |
| 1970      | СССР                        | Посланники вечности                                                     | Теодор Вульфович                                 | Юрий Каюров              |                                                                                             |
| 1970      | СССР                        | Угол падения                                                            | Геннадий Казанский                               | Юрий Каюров              | По одноимённому роману Всеволода Кочетова                                                   |
| 1970      | СССР                        | Семья Коцюбинских                                                       | Тимофей Левчук                                   | Аркадий Трощановский     |                                                                                             |
| 1970      | СССР                        | Красная площадь                                                         | Василий Ордынский                                | Сергей Яковлев           |                                                                                             |
| 1970      | СССР                        | Поезд в завтрашний день                                                 | Виллен Азаров                                    | Николай Засухин          |                                                                                             |
| 1971      | Франция · ФРГ               | Владимир и Роза / Vladimir et Rosa                                      | Группа Дзиги Вертова                             | Жан-Люк Годар            |                                                                                             |
| 1971      | США                         | Николай и Александра / Nicholas and Alexandra                           | Франклин Шеффнер                                 | Майкл Брайант            | По одноимённой книге Роберта Масси                                                          |
| 1971      | СССР · ГДР                  | Чёрные сухари                                                           | Герберт Раппапорт                                | Юрий Каюров              |                                                                                             |
| 1972      | ГДР                         | Несмотря ни на что / Trotz alledem!                                     | Гюнтер Райш                                      | Михаил Ульянов           |                                                                                             |
| 1972      | Дания                       | Ленин, вы мошенник! / Lenin, din gavtyv                                 | Кристен Стейнбек                                 | Петер Стеен              |                                                                                             |
| 1973      | СССР                        | Надежда                                                                 | Марк Донской                                     | Андрей Мягков            |                                                                                             |
| 1973      | СССР                        | Звёздный час (ТВ)                                                       | Надежда Марусалова Олег Лебедев                  | Юрий Каюров              | По пьесе эстонского драматурга Ханса Луйка.                                                 |
| 1974—1977 | СССР                        | Хождение по мукам                                                       | Василий Ордынский                                | Юрий Каюров              | По одноимённой трилогии А. Н. Толстого                                                      |
| 1974      | Великобритания              | Падение орлов / Fall of Eagles                                          | Джон Эллиот                                      | Патрик Стюарт            |                                                                                             |
| 1975      | СССР · Финляндия            | Доверие                                                                 | Виктор Трегубович Эдвин Лайне                    | Кирилл Лавров            |                                                                                             |
| 1976      | СССР                        | Признание                                                               | Рачья Капланян Алина Казьмина Мария Турбина      | Юрий Каюров              | телеспектакль в постановке Малого театра                                                    |
| 1977      | СССР                        | Человек с ружьём                                                        | Евгений Симонов Владимир Храмов                  | Михаил Ульянов           | Телеспектакль (в постановке Театра им. Е. Вахтангова) по одноимённой пьесе Николая Погодина |
| 1978      | СССР                        | Маршал революции                                                        | Сергей Линков                                    | Юрий Каюров              |                                                                                             |
| 1978      | СССР                        | Ссыльный № 011                                                          | Лаэрт Вагаршян                                   | Юрий Каюров              |                                                                                             |
| 1979      | СССР · Куба · ГДР · Франция | Поэма о крыльях                                                         | Даниил Храбровицкий                              | Юрий Каюров              |                                                                                             |
| 1980      | СССР                        | Государственная граница. Мы наш, мы новый…                              | Борис Степанов                                   | Юрий Каюров              |                                                                                             |
| 1980      | ГДР                         | Синие кони на красной траве / «Blaue Pferde auf rotem Gras»             | Кристоф Шрот                                     | Арно Выцневский          |                                                                                             |
| 1980      | ПНР                         | Польша возрождённая / Polonia restituta                                 | Богдан Поремба                                   | Кирилл Лавров            |                                                                                             |
| 1980      | Чехословакия                | Человек с ружьём                                                        | Ян Матеёвский                                    | Вацлав Сворц             | По одноимённой пьесе Николая Погодина.                                                      |
| 1981      | СССР                        | 20 декабря                                                              | Григорий Никулин                                 | Кирилл Лавров            |                                                                                             |
| 1981      | СССР                        | Ленин в Париже                                                          | Сергей Юткевич                                   | Юрий Каюров              |                                                                                             |
| 1981      | США                         | Красные / Reds                                                          | Уоррен Битти                                     | Роджер Сломан            |                                                                                             |
| 1982      | Франция                     | Ленин / Lénine                                                          | Жан Негрони                                      | Жанетт Хьюберт           |                                                                                             |
| 1982      | СССР                        | Красные колокола. Фильм 2. Я видел рождение нового мира                 | Сергей Бондарчук                                 | Анатолий Устюжанинов     | по книге Джона Рида «Десять дней, которые потрясли мир».                                    |
| 1983      | Великобритания              | Рейли — король шпионов / Reilly, Ace of Spies                           | Мартин Кэмпбелл Джим Годдард                     | Кеннет Крэнем            |                                                                                             |
| 1983      | Финляндия                   | Год лисицы / Apinan vuosi                                               | Джанне Кууси                                     | Пентти Валкеасуо         |                                                                                             |
| 1984      | Аргентина                   | Солёная скала / Coarse Salti                                            | Оскар Ладойре                                    | Армандо Фернандес        |                                                                                             |
| 1986      | Канада                      | Россия / Russia                                                         | Джон МакГриви                                    | Юрий Орлов               |                                                                                             |
| 1987      | СССР                        | В Крыму не всегда лето                                                  | Виллен Новак                                     | Юрий Каюров              |                                                                                             |
| 1987      | СССР                        | Николай Подвойский                                                      | Юрий Борецкий                                    | Юрий Шлыков              |                                                                                             |
| 1987      | СССР                        | Так победим                                                             | Олег Ефремов                                     | Александр Калягин        | телеспектакль по одноимённой пьесе Михаила Шатрова                                          |
| 1987      | Великобритания · США        | Лестница / Steps                                                        | Збигнев Рыбчинский                               | Дрю Дикс                 |                                                                                             |
| 1988      | Италия                      | Ленин. Поезд                                                            | Дамиано Дамиани                                  | Бен Кингсли              |                                                                                             |
| 1989      | СССР                        | Свой крест                                                              | Валерий Лонской                                  | Андрей Харыбин           |                                                                                             |
| 1990      | СССР                        | Враг народа Бухарин                                                     | Леонид Марягин                                   | Иван Косых               |                                                                                             |
| 1990      | СССР                        | Мать                                                                    | Глеб Панфилов                                    | Андрей Харыбин           | по одноимённому роману Максима Горького                                                     |
| 1990      | СССР                        | На Дерибасовской хорошая погода, или На Брайтон-Бич опять идут дожди    | Леонид Гайдай                                    | Андрей Мягков            |                                                                                             |
| 1991      | СССР                        | Цареубийца                                                              | Карен Шахназаров                                 | Иван Косых               |                                                                                             |
| 1992      | США                         | Сталин                                                                  | Иван Пассер                                      | Максимилиан Шелл         |                                                                                             |
| 1992      | Россия                      | Официант с золотым подносом                                             | Роман Цурцумия                                   | Иван Косых               |                                                                                             |
| 1992      | Россия                      | Комедия строгого режима                                                 | Владимир Студенников Михаил Григорьев            | Виктор Сухоруков         |                                                                                             |
| 1992      | Россия                      | Деревня Хлюпово выходит из Союза                                        | Анатолий Вехотко                                 | Александр Гудков         |                                                                                             |
| 1993      | Россия                      | Раскол                                                                  | Сергей Колосов                                   | Вадим Романов            |                                                                                             |
| 1993      | Россия                      | Троцкий                                                                 | Леонид Марягин                                   | Иван Косых               |                                                                                             |
| 1993      | Украина                     | Ленин в огненном кольце                                                 | Николай Литус                                    | Дмитрий Витченко         |                                                                                             |
| 1993      | Украина                     | Вперед, за сокровищами гетмана!                                         | Вадим Кастелли                                   | Александр Гудков         |                                                                                             |
| 1993      | США                         | Хроники молодого Индианы Джонса                                         | Джилес Маккинон                                  | Роджер Сломан            |                                                                                             |
| 1995      | Россия · Германия           | Под знаком Скорпиона                                                    | Юрий Сорокин                                     | Рим Аюпов                |                                                                                             |
| 1995      | Армения                     | Лабиринт (ТВ)                                                           | Михаил Довлатян                                  | Варлам Галоян            |                                                                                             |
| 1996      | СР Югославия                | Госпожа Коллонтай (ТВ)                                                  | Слободан Радович                                 | Радослав Миленкович      |                                                                                             |
| 1996      | Бразилия                    | Дворняжка / Vira Lata                                                   | Алешандре Бори                                   | Хумберто Мартинс         |                                                                                             |
| 1997      | Россия, Эстония             | Все мои Ленины                                                          | Харди Волмер                                     | Виктор Сухоруков         |                                                                                             |
| 1999      | Россия                      | Улицы разбитых фонарей                                                  | Владимир Студенников                             | Александр Гудков         |                                                                                             |
| 2000      | Россия                      | Романовы. Венценосная семья                                             | Глеб Панфилов                                    | Александр Филиппенко     |                                                                                             |
| 2000      | Россия · Украина            | Потерянный рай                                                          | Валерий Рожко                                    | Дмитрий Витченко         |                                                                                             |
| 2000      | Россия · Финляндия          | Вера, надежда, кровь                                                    | Марина Дубровина                                 | Клаус Мария Брандауэр    |                                                                                             |
| 2001      | Россия                      | Телец                                                                   | Александр Сокуров                                | Леонид Мозговой          |                                                                                             |
| 2003      | Россия                      | Моя Пречистенка                                                         | Борис Токарев, Людмила Гладунко                  | Александр Тютин          |                                                                                             |
| 2005      | Венгрия                     | Чао бамбино                                                             | Петер Шоош                                       | Тамаш Банк               |                                                                                             |
| 2006      | Россия · Украина            | Девять жизней Нестора Махно                                             | Николай Каптан                                   | Игорь Старосельцев       |                                                                                             |
| 2011      | Китай                       | Создание партии                                                         | Хуан Цзяньсинь и Хань Санпин                     | Сергей Барковский        |                                                                                             |
| 2011      | Россия                      | Маяковский. Два дня                                                     | Дмитрий Томашпольский и Алена Демьяненко         | Сергей Барковский        |                                                                                             |
| 2011      | Польша                      | Варшавская битва 1920 года                                              | Ежи Гофман                                       | Виктор Балабанов         |                                                                                             |
| 2012      | Россия                      | Рассказы                                                                | Михаил Сегал                                     | Глеб Орлов               |                                                                                             |
| 2017      | Россия                      | Демон революции                                                         | Владимир Хотиненко                               | Евгений Миронов          |                                                                                             |
| 2017      | Россия                      | Крылья империи                                                          | Игорь Копылов                                    | Виталий Коваленко        |                                                                                             |
| 2017      | Россия                      | Троцкий (телесериал)                                                    | Александр Котт, Константин Статский              | Евгений Стычкин          |                                                                                             |
| 2017      | Россия                      | Хождение по мукам (телесериал, 2017)                                    | Константин Худяков                               | Василий Щипицын          |                                                                                             |
| 2020      | Россия                      | Дед Морозов                                                             | Юрий Попович                                     | Владимир Божков          |                                                                                             |
| 2020      | Россия                      | Анна-детективъ-2                                                        |                                                  | Вячеслав Колядин         | Фильм № 20 «Абракадабра»                                                                    |
| 2025      | Россия                      | Мумия                                                                   | Андрей Афанасьев                                 |                          | генеральный продюсер Борис Корчевников                                                      |

#### Список исполнителей роли Ленина
Первым исполнителем роли Ленина в Советском кино стал непрофессиональный актёр, рабочий Василий Никандров в фильме С. М. Эйзенштейна «Октябрь», 1927.
- Тадеуш Ватовский («Любовь сквозь огонь и кровь» / Milosc przez ogien i krew, Польша, 1924)
- Эжен Дюмон («Поджигатели Европы[нем.]» / Die Brandstifter Europas, Австрия, 1926)
- Тенен Хольц[англ.](«Британский агент» / British Agent, США, 1934)
- Максим Штраух («Выборгская сторона», 1938; «Человек с ружьём», 1938; «Яков Свердлов», 1940; «Его зовут Сухэ-Батор», 1942; «Рассказы о Ленине», 1957; «Ленин в Польше», 1966)
- Борис Щукин («Ленин в Октябре», 1937; «Ленин в 1918 году», 1939)
- Константин Мюфке («Великое зарево», 1938)
- Николай Колесников («Свет над Россией», 1947)
- Яцек Вощерович («Солдат Победы» / Żołnierz Zwycięstwa, Польша, 1953)
- Петер Шорн («Эрнст Тельман — сын своего класса» / Ernst Thälmann — Sohn seiner Klasse, ГДР, 1954)
- Владимир Честноков («В дни Октября», 1958; «Первороссияне», 1967)
- Павел Молчанов («Незабываемый 1919-й», 1952)
- Михаил Кондратьев («Вихри враждебные», 1953; «Они были первыми», 1956; «По путёвке Ленина», 1958; «В едином строю», 1959)
- Николай Плотников («Пролог», 1956)
- Владимир Коровин («Семья Ульяновых», 1957)
- Борис Смирнов («Балтийская слава», 1957; «Коммунист», 1957; «Лично известен», 1957; «Тоетья патетическая», 1960; «Аппассионата», 1963; «Минута истории», 1964; «Именем революции», 1963; «Кремлёвские куранты», 1967)
- Глеб Юченков («Правда», 1957; «День первый», 1958)
- Абрам Шейн («Андрейка», 1958)
- Павел Винников («Хмурое утро», 1959)
- Юрий Каюров («В начале века», 1961; «Сквозь ледяную мглу», 1965; «Шестое июля», 1968; «Суровое утро», 1968 «Почтовый роман», 1969; «Кремлёвские куранты», 1970; «Посланники вечности», 1970; «Угол падения», 1970; «Звёздный час» (ТВ), 1973; «Хождение по мукам», 1974—1977; «Маршал революции», 1978; «Ссыльный № 011», 1978; «Поэма о крыльях», 1979; «Государственная граница. Фильм № 1 „Мы наш, мы новый…“», 1980; «Ленин в Париже», 1980; «В Крыму не всегда лето», 1987)
- Чжэн Чжоу («Во имя Революции» / 以革命的名義, КНР, 1960)
- Людвиг Донат («Омнибус», телесериал, США, 1960)
- Иван Петров («Октябрь», 1963)
- Михаил Кузнецов («Синяя тетрадь», 1963; Залп «Авроры», 1965)
- Дмитрий Масанов| («Время революции»,1961; «Рабочий день В. И. Ленина», 1962; «Пятеро из Ферганы», 1963)
- Александр Демич («Старик в потёртой шинели», 1964)
- Валерий Головненков («Первая Бастилия», 1965)
- Иннокентий Смоктуновский («На одной планете», 1965; «Первый посетитель», 1965)
- Михаил Ульянов «Ленин в Швейцарии», 1965; («Штрихи к портрету В. И. Ленина», 1969; «На пути к Ленину», 1969; «Несмотря ни на что» / Trotz alledem , ГДР, 1972)
- Родион Нахапетов («Сердце матери», 1965; «Верность матери», 1967)
- Николай Рытьков (Гражданская война в России[нем.] / Bürgerkrieg in Rußland, телесериал, ФРГ, 1967)
- Аркадий Трощановский[укр.] («Семья Коцюбинских», 1970)
- Николай Засухин («Поезд в завтрашний день», 1970)
- Сергей Яковлев («Красная площадь», 1970)
- Жан-Люк Годар («Владимир и Роза» / Vladimir et Rosa, 1970)
- Майкл Брайант («Николай и Александра», 1971)
- Петер Стин («Ленин, вы мошенник» / Lenin, din gavtyv, Дания, 1972)
- Андрей Мягков («Надежда», 1973; «На Дерибасовской хорошая погода…», 1992)
- Милош Цутик («Димитрий Тукович» / Dimitrije Tucovic, телесериал, СФРЮ, 1973)
- Патрик Стюарт («Падение орлов» / Fall of Eagles, телесериал, Англия, 1974)
- Кирилл Лавров («Доверие», 1975; «20-е декабря», 1981; «Возрождение Польши» / Polonia restituta, ПНР, 1981)
- Арно Выцневский («Blaue Pferde auf rotem Gras», ГДР, 1980)
- Пьер Руссо (" À nous de jouer ", Франция, 1981)
- Жан Негрони («Ленин» / Lénine, Франция, 1982)
- Роджер Сломан[англ.] («Красные», 1981; «Хроники молодого Индианы Джонса» / The Young Indiana Jones Chronicles, телесериал, США, 1993)
- Анатолий Устюжанинов («Красные колокола», 1983)
- Кеннет Крэнем («Рейли — король шпионов» / Reilly: Ace of Spies, Англия, 1983)
- Пентти Валкеасуо («Apinan vuosi», Финляндия, 1983)
- Вольф-Дитрих Берг «Человек по имени Парвус» / Ein Mann namens Parvus (ФРГ, 1984)
- Армандо Фернандес («Coarse Salt», Аргентина, 1984)
- Юрий Орлов («Россия», телесериал, Англия, 1986)
- Дрю Дикс («Шаги», США, 1987)
- Юрий Шлыков («Николай Подвойский», 1987)
- Бен Кингсли («Ленин. Поезд», 1988)
- Иван Косых («Враг народа — Бухарин», 1990; «Троцкий», 1993)
- Александр Гудков («Деревня Хлюпово выходит из союза», 1992; «Вперёд за сокровищами гетмана», Украина, 1993; «Пол ту пол», Англия, 1993; «Пуля в Пекин», 1995; «Веконачалие», 2001; «Жизнь как икона», «Встречи без расставаний» и др.  — фото)
- Андрей Харыбин («Свой крест», 1989; «Мать», 1990; «Цареубийца» 1991; «Официант с золотым подносом», 1992)
- Максимилиан Шелл («Сталин», США, 1992)
- Вадим Романов («Раскол», 1993)
- Кристофер Ним («Northern Exposure», телесериал, США, 1994)
- Виктор Сухоруков («Комедия строгого режима», 1992; «Все мои Ленины», 1997)
- Дмитрий Витченко («Ленин в огненном кольце», 1993; «Потерянный рай», 2000)
- Рим Аюпов («Под знаком Скорпиона», 1995)
- Варлаам Галоян («Лабиринт», Армения, 1995)
- Бэбси Селела («Soweto Green», ЮАР, 1995)
- Радослав Миленкович («Госпожа Коллонтай» / Gospodja Kolontaj, Югославия, 1996)
- Клаус Мария Брандауэр и Игорь Мозжухин («Вера, надежда, кровь», 2000)

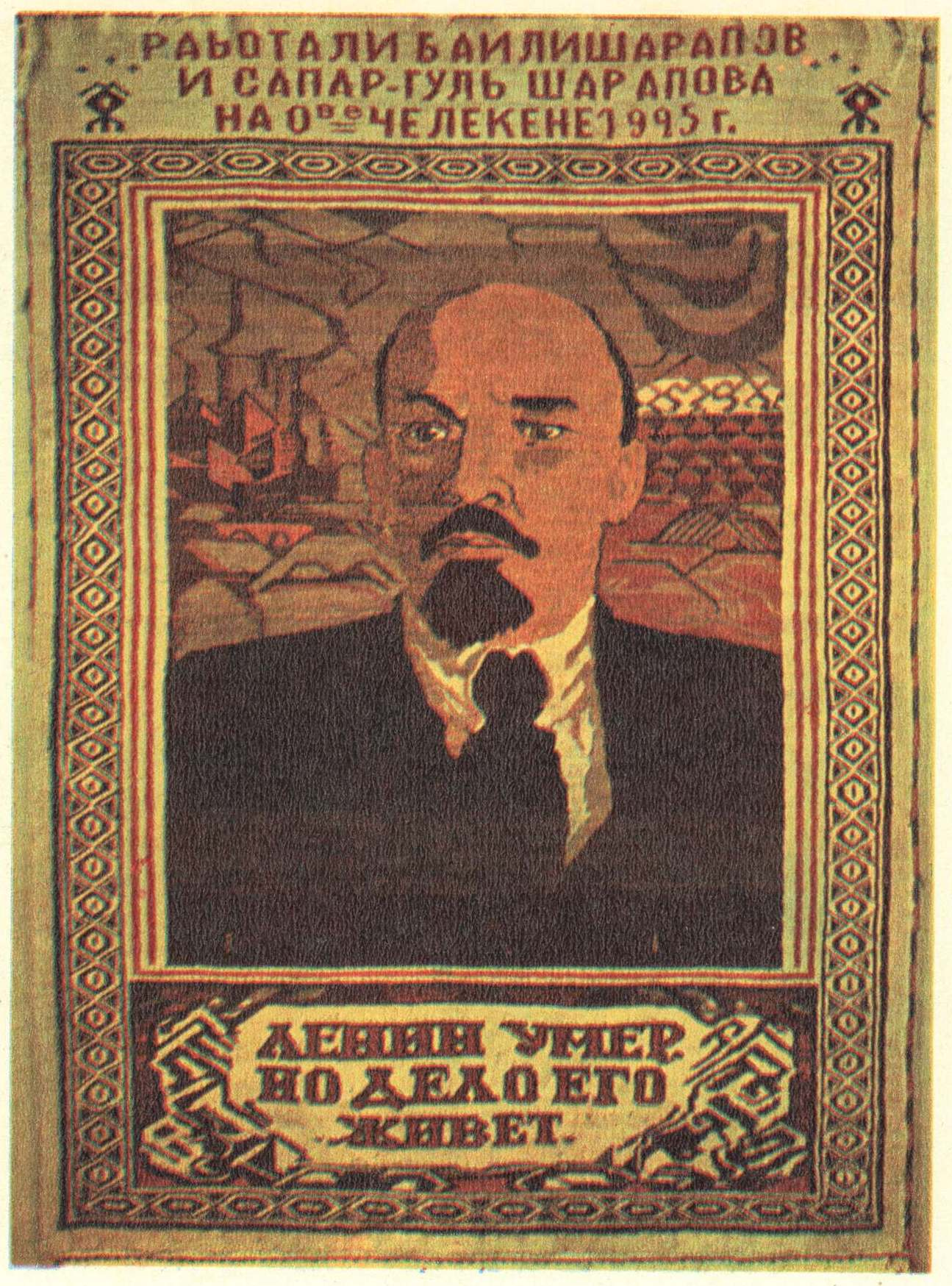
Туркменский ковёр —
портрет В. И. Ленина. 1925 год

- Александр Филиппенко («Романовы. Венценосная семья», 2000)
- Леонид Мозговой («Телец», 2001)
- Александр Тютин («Две любви», 2003)
- Тамаш Банк («Чао, бамбино», Венгрия, 2005)
- Игорь Старосельцев («Девять жизней Нестора Махно», 2006)
- Патрик Брэдшоу («Фаня Каплан», США, 2007)
- Виктор Балабанов («Варшавская битва. 1920», Польша, 2011)
- Сергей Барковский («Создание партии» / 建党伟业, КНР, 2011; «Маяковский. Два дня», РФ, 2011)
- Глеб Орлов («Рассказы», Россия, 2012)
- Евгений Миронов («Демон революции», Россия, 2017)
- Евгений Стычкин («Троцкий», Россия, 2017)
- Виталий Коваленко («Крылья империи», 2017)
- Василий Щипицын («Хождение по мукам», 2017)
- Джо Кой / Jo Koy («Anastasia: Once Upon a Time», 2019)
- Аугуст Диль (King’s Man: Начало, 2021)
- Антон Кузнецов («Карамора», 2022)
- Григорий Багров («Конец света», 2022)
- Михаил Евланов («Закрыть гештальт», 2022)
- Евгений Ткачук («Хроники русской революции», 2024)

## Образ Ленина в декоративно-прикладном искусстве

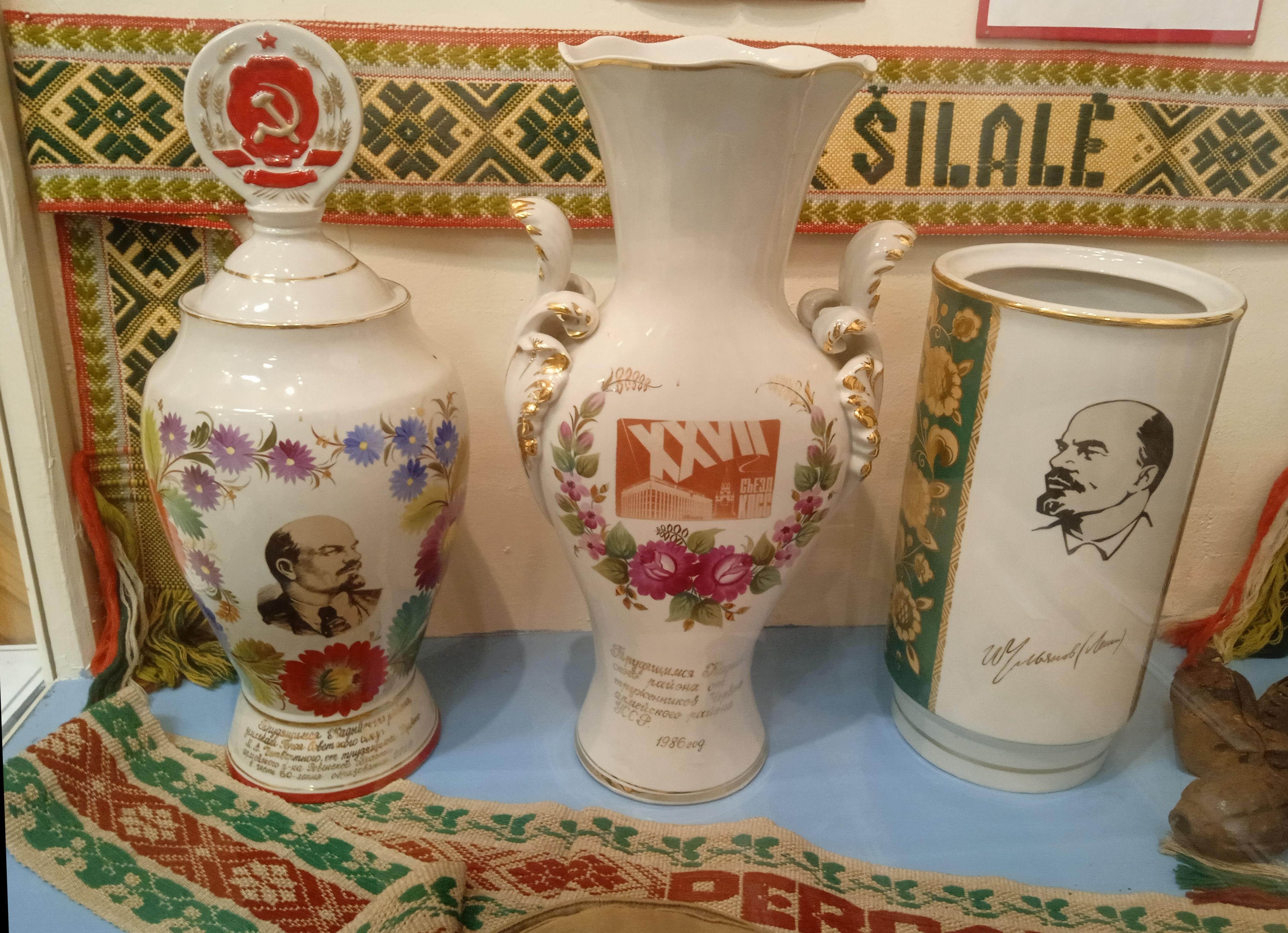
Кадыйский районный краеведческий музей, пгт Кадый, Костромская область

Начиная с 1917 года образ В. И. Ленина вошёл в многочисленные произведения декоративно-прикладного искусства, особенно в творчестве мастеров союзных республик СССР.

## Лениниана в филателии

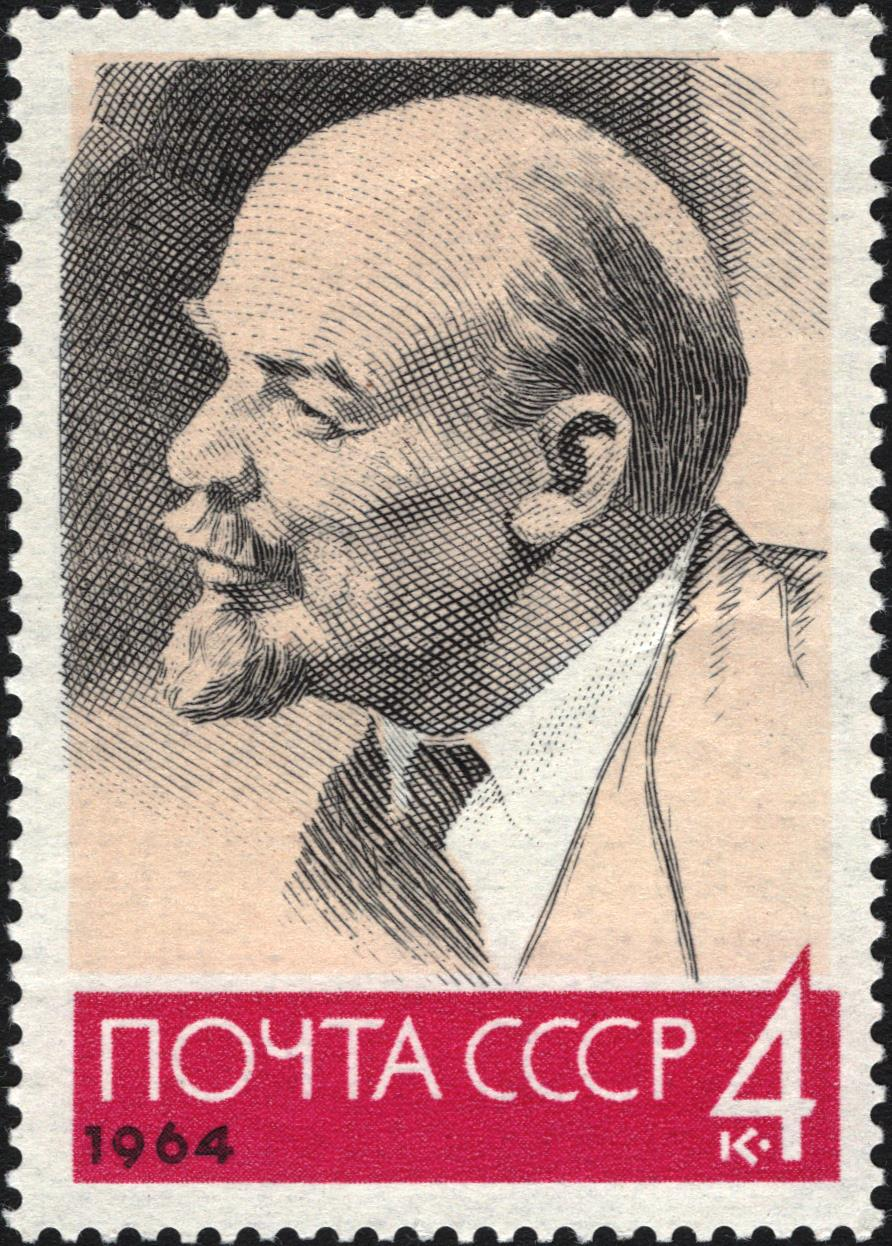
Лучшая марка СССР 1964 года. Художник П. В. Васильев

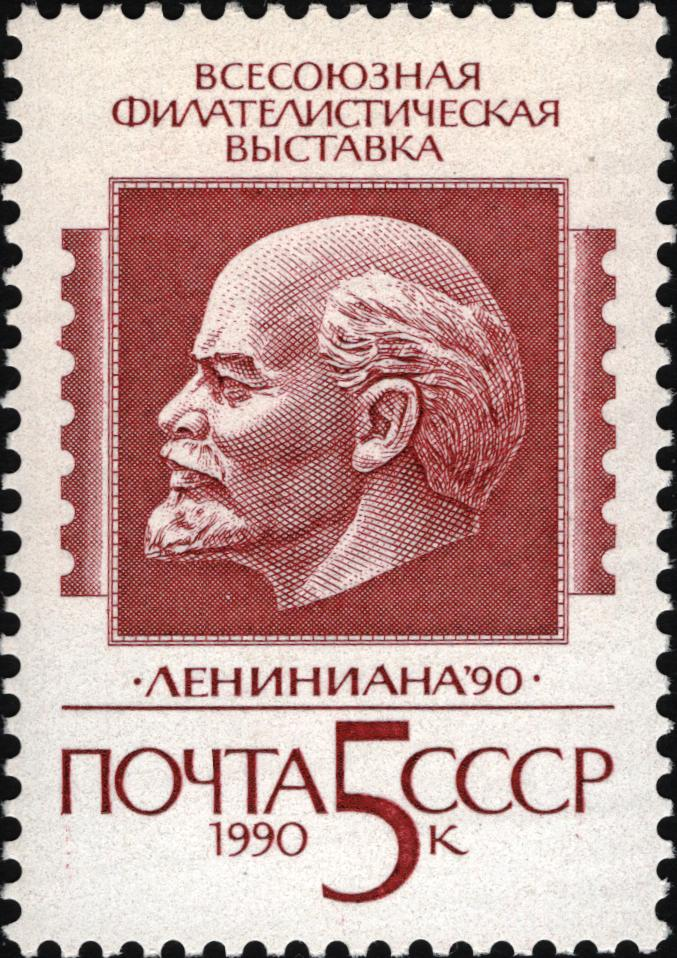
Всесоюзная филателистическая выставка «Лениниана-90»
(1990, художник В. Коваль)

«Лениниа́на» — общепринятое название одной из областей тематического коллекционирования знаков почтовой оплаты и штемпелей, посвящённых жизни и деятельности В. И. Ленина (1870—1924) или связанных с ним.
На тему «Лениниана» формируются целевые, мотивные и тематические коллекции. Такие выставки пользуются значительной популярностью у филателистов России и других стран, особенно после развала СССР в 1991 году.

## Фалеристика
- Орден Ленина
- Орден Знамени Ленина (проект)[23]
- Медаль «В ознаменование 100-летия со дня рождения Владимира Ильича Ленина»
- Лауреат Ленинской премии

## Кондитерское дело
- Бюсты Ленина из сахара[24][25][26][27][28][29]

## Образ Ленина в искусствесоц-арта
Соц-арт — это одно из направлений постмодернистского искусства, существовавшего в СССР в 1980-х годах, как пародия на официальное искусство и язык массовой культуры того времени.

## См. также

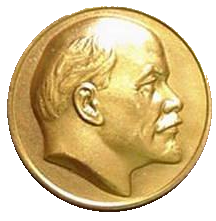